# Уйтас
Уйта́с (каз. Үйтас) — село у складі Баянаульського району Павлодарської області Казахстану. Входить до складу Кизилтауського сільського округу.
Населення — 70 осіб (2021; 84 у 2009, 113 у 1999, 130 у 1989).
Національний склад станом на 1989 рік:
- казахи — 100 %

До 2017 року село мало також назву ТЕЦ.